# El Bruc
El Bruc (em catalão e oficialmente) ou Bruch (em castelhano) é um município da Espanha na comarca de Anoia, província de Barcelona, comunidade autónoma da Catalunha. Tem 47,21 km² de área e em 2021 tinha 2 177 habitantes (densidade: 46,1 hab./km²).

## Demografia
| Variação demográfica do município entre 1991 e 2004[carece de fontes?] | Variação demográfica do município entre 1991 e 2004[carece de fontes?] | Variação demográfica do município entre 1991 e 2004[carece de fontes?] | Variação demográfica do município entre 1991 e 2004[carece de fontes?] |
| ---------------------------------------------------------------------- | ---------------------------------------------------------------------- | ---------------------------------------------------------------------- | ---------------------------------------------------------------------- |
| 1991                                                                   | 1996                                                                   | 2001                                                                   | 2004                                                                   |
| 753                                                                    | 876                                                                    | 1234                                                                   | 1454                                                                   |